# Зоська Верас
Зо́ська Ве́рас, наст. имя Людви́ка Анто́новна Сави́цкая-Во́йцек (белорусск. Людвіка Антонаўна Сівіцкая-Войцік, 30 сентября 1892 г. Меджибож, ныне Хмельницкая область, Украина — 8 октября 1991 г. Вильнюс) — белорусская советская поэтесса, писательница, художница и общественная деятельница. Псевдонимы: Зоська Верас, А. Войцикава, Мама, Мирко, Л. Савицкая, Шара Пташка.

## Жизнь и творчество
Л. Савицкая родилась в семье военнослужащего Антона Савицкого, который был родом из Гродно. Её мать, Эмилия Садовская, происходила из Гродненщины. Как и в большинстве шляхетских семей в Беларуси, дома у девочки разговаривали по-польски. Дед Людвики по материнской линии, Людвик Садовский был известным пчеловодом и садоводом, учившимся пасечному делу в Варшаве у К. Левицкого. Он хорошо знал белорусский язык и пользовался им при общении с крестьянами.
Начальное образование, включая музыкальное, будущая поэтесса получила под руководством своего отца. В 1904 году она поступает в частную школу Л. Валадкевич в Киеве, с 1905 года живёт в Луцке. После смерти отца в 1908 году Л. Савицкая вместе с матерью переезжает в родовое имение Ольховники Сокольского уезда. В 1912 году она оканчивает женскую гимназию в Гродно. Затем проходит десятимесячные садово-огородные и пасечные курсы и военные санитарные курсы в Варшаве (1914). С 1915 года — в Минске, секретарь местного отделения Белорусского товарищества помощи пострадавшим от войны, в Белорусском национальном комитете, Центральной раде белорусских организаций (1917), Белорусской социалистической громаде. Тогда же знакомится с Ф. Г. Шантыром, с которым у Савицкой завязались романтические отношения. Фабиан Шантыр жил и работал в Бобруйске, однако часто приезжает в Минск в 1916—1917 годах, где участвовал в работе клуба «Белорусская хатка», а также в других общественных движениях. Зоська Верас также приезжала к Фабиану в Бобруйск, даже после того, как последний был в 1918 году арестован и содержался в Бобруйской крепости. В своих письмах и воспоминаниях поэтесса называет Шантыра своим мужем, однако официально их отношения оформлены не были. В охлаждении их друг к другу Зоська в письме Ванде Левицкой обвиняет Р. А. Земкевича, оболгавшего её перед Ф. Шантыром.
В 1909—1913 годах З. Верас в Гродно член местного Общества белорусской молодёжи, где является библиотекарем и секретарём. Эвакуировавшись с матерью в Минск во время Первой мировой, сотрудничает с «Белорусской хаткой». В 1917 году З. Верес — депутат Великой белорусской рады, участвует в деятельности Первой Всебелорусской рады.

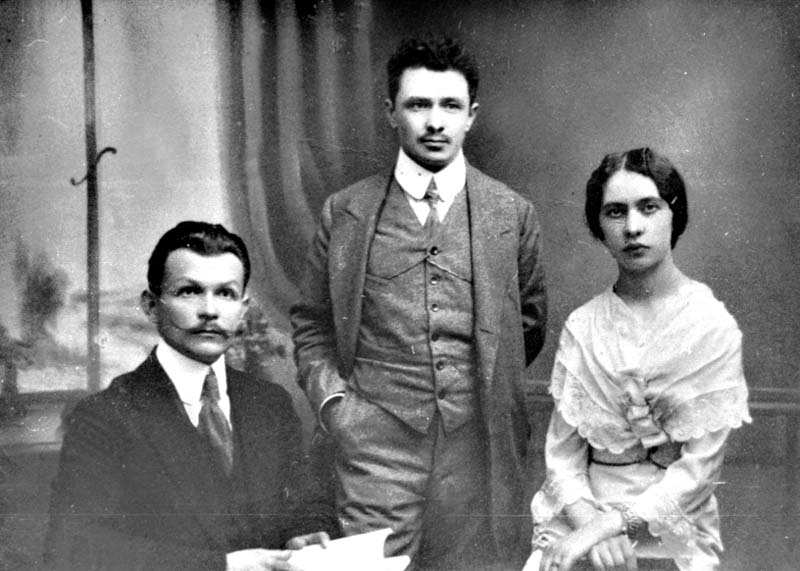
Зоська Верас, Гальяш Левчик, Ромуальд Земкевич

В конце 1918 года З. Верас, в связи с болезнью матери, уезжает из Минска в имение деда, Ольховники. Здесь у неё в 1919 году рождается сын Ф. Шантыра, Антон. Сам же бывший возлюбленный поэтессы был в 1920 году арестован и расстрелян. Находясь в Ольховниках, Зоська Верас пишет стихотворения, посвящённые маленькому сыну. В 1922 году дед умирает и имение приходится продать. С 1923 года З. Верас живёт в крестьянской хате под Вильнюсом, принадлежавшим тогда Польше. В 1926 году она выходит замуж за А. И. Войцека, венчание состоялось в вильнюсском костёле св. Николая. В 1927 году у молодых родилась дочь Галина.
Проживая в Вильнюсе с 1923 года, поэтесса помогает белорусским политическим заключённым, арестованным польскими властями и находившимся в лукишской тюрьме. В 1924—1929 годы З. Верас работает администратором редакций газет «Белорусской крестьянско-рабочей громады». В 1927—1931 годах она — редактор детского журнала «Заранка», в 1934—1935 — детского журнала «Пралескі», в 1928—1939 годах — руководитель Белорусского кооперативного товарищества «Пчела», одновременно в 1934—1938 годах редактор журнала для пчеловодов «Белорусская борть». Публикует свои литературные сочинения в журналах «Шлях моладзі», «Студэнцкая думка».
В годы Великой Отечественной войны сын писательницы, Антон Шантыр, сотрудничал с немецкими властями. После освобождения города Красной Армией, в 1946 году он был арестован и осуждён. Был освобождён по амнистии в 1956 году. В 1948 году у Зоськи Верас скончался муж. Эти годы для писательницы были крайне тяжёлыми, впоследствии она их называла «летаргическим сном».
В 1961 году творчество З. Верас было «открыто» Арсением Лисом, собиравшим в вильнюсских архивах материал для диссертации. После этого поэтессу начинают посещать белорусские литературоведы, писатели, журналисты. В конце 1980-х годов вокруг неё формируется кружок белорусской интеллигенции Вильнюса. С 1982 года она — член Союза писателей СССР.
Впервые печатается в 1907 году, в киевском журнале «Подснежник». На белорусском языке первые произведения были напечатаны в 1911 году в газете «Наша нива». Во время эвакуации в Минске (Первая мировая война) она пишет многочисленные стихотворения, стихи и рассказы для детей «Каласкі». Автор «Белорусско-польско-русско-латинского ботанического словаря» (Вильна, 1924). Как переводчик известна своими переложениями с украинского языка пьес для детского театра «Князь Марцыпан» Р. Завадовича (Вильна, 1929) и «Сирота» Ю. Игорева (Вильна, 1929), и с русского языка — «Лесная хатка» В. В. Бианки. Автор воспоминаний о классике белорусской литературы М. А. Богдановиче «Пять месяцев в Минске».
Будучи известным ботаником, З. Верас оставила после себя многочисленные зарисовки различных растений и лекарственных трав, пропагандировала методы народной медицины. У домика её в Вильнюсе был разбит ботанический сад с редкими растениями. З. Верас собрала также уникальную коллекцию-гербарий.
Умерла в 1991 году, похоронена на Панарском кладбище рядом с могилами матери, мужа и сына.